# Estadi cobert

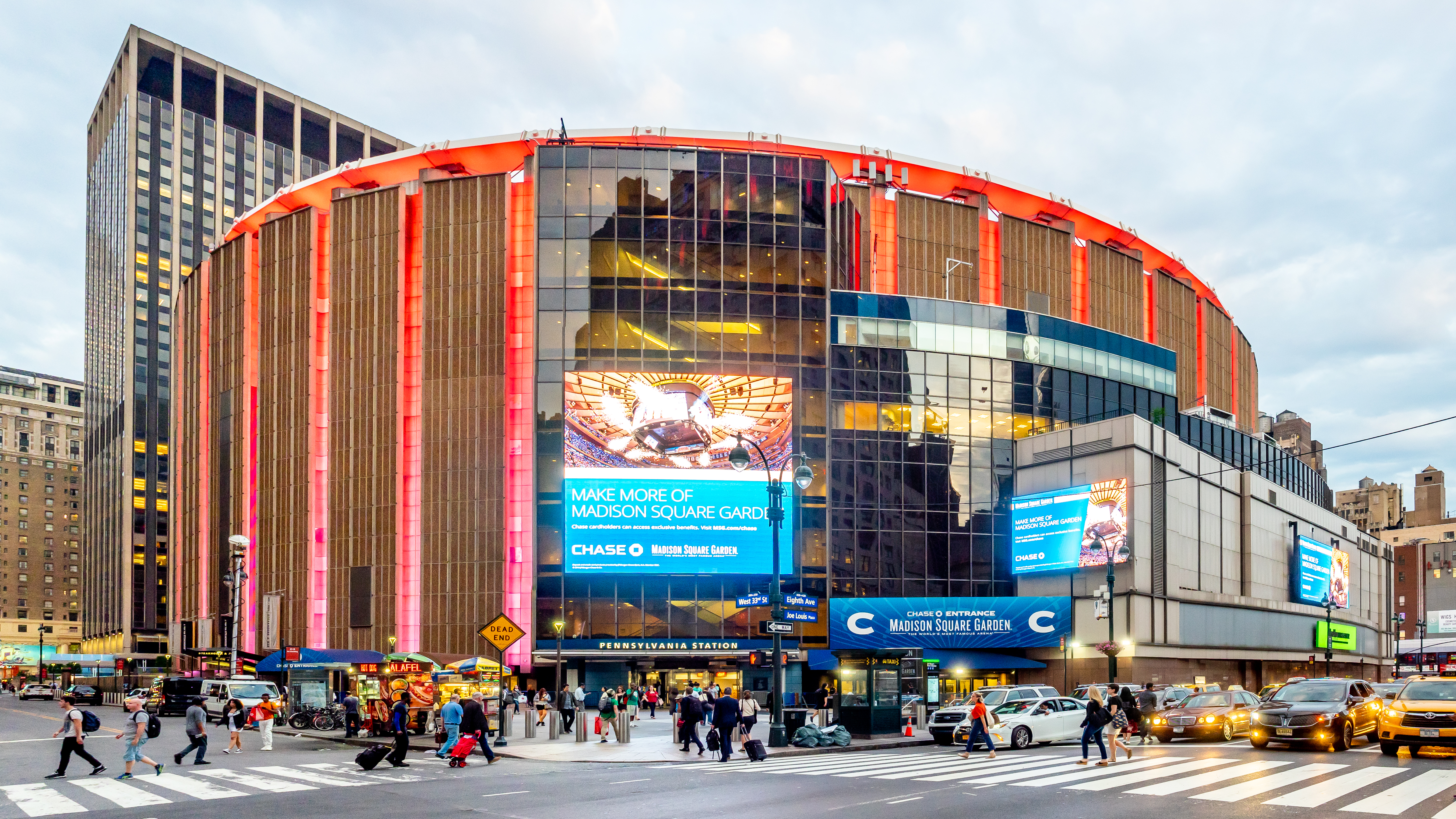
Madison Square Garden.

Un estadi cobert, també anomenat arena, pavelló, coliseu, entre altres noms, és un estadi amb algun tipus de sostre dissenyat per a esdeveniments esportius així com presentacions musicals o teatrals. Es compon d'un gran espai obert al centre, envoltat de graderies i seients per als espectadors. La característica clau és que el lloc on es realitza l'esdeveniment s'ubica al punt més baix, permetent una gran visibilitat. Usualment estan dissenyats per acomodar un gran nombre d'espectadors.

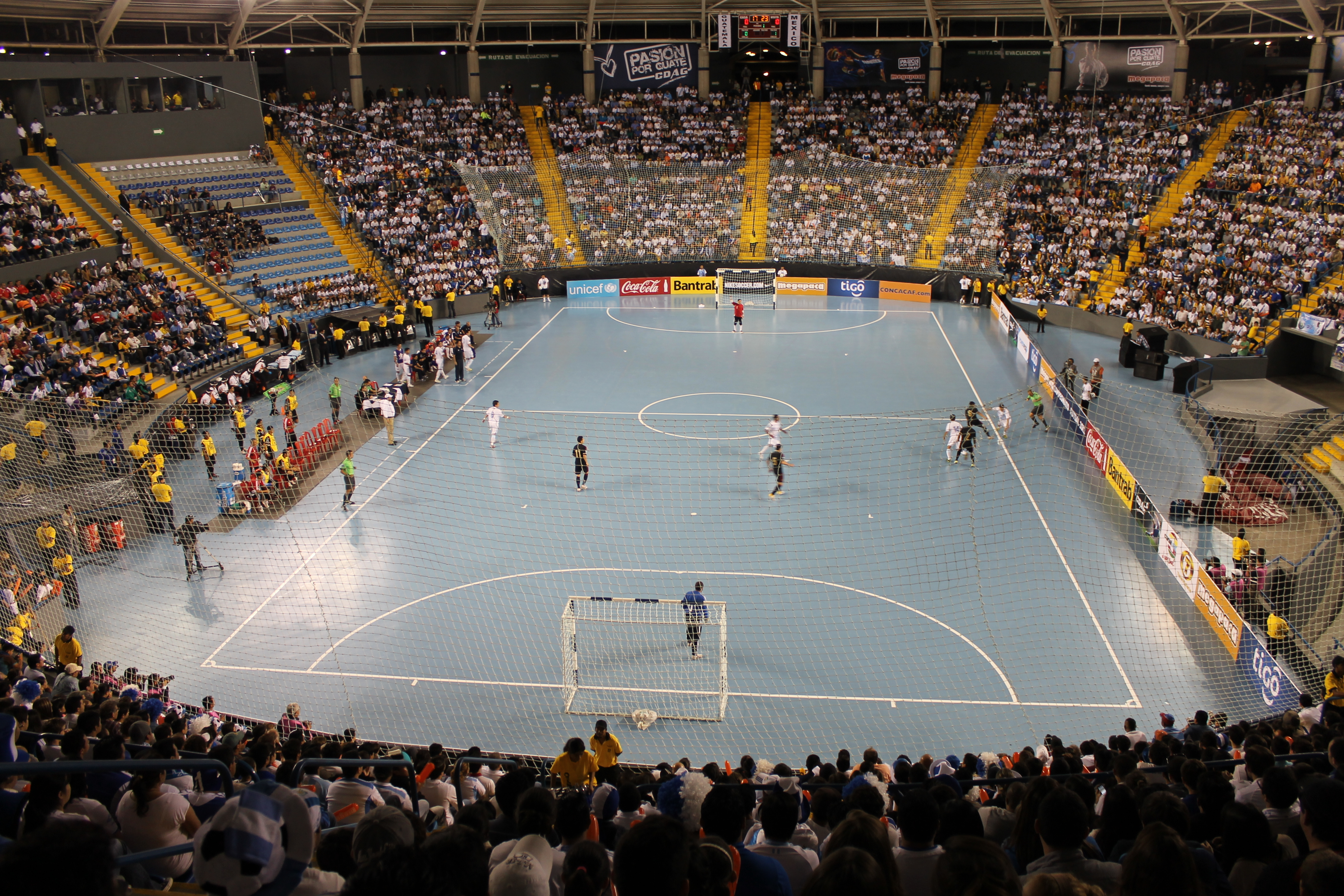
Estadi cobert de Ciutat de Guatemala.

## Ús estès del terme arena

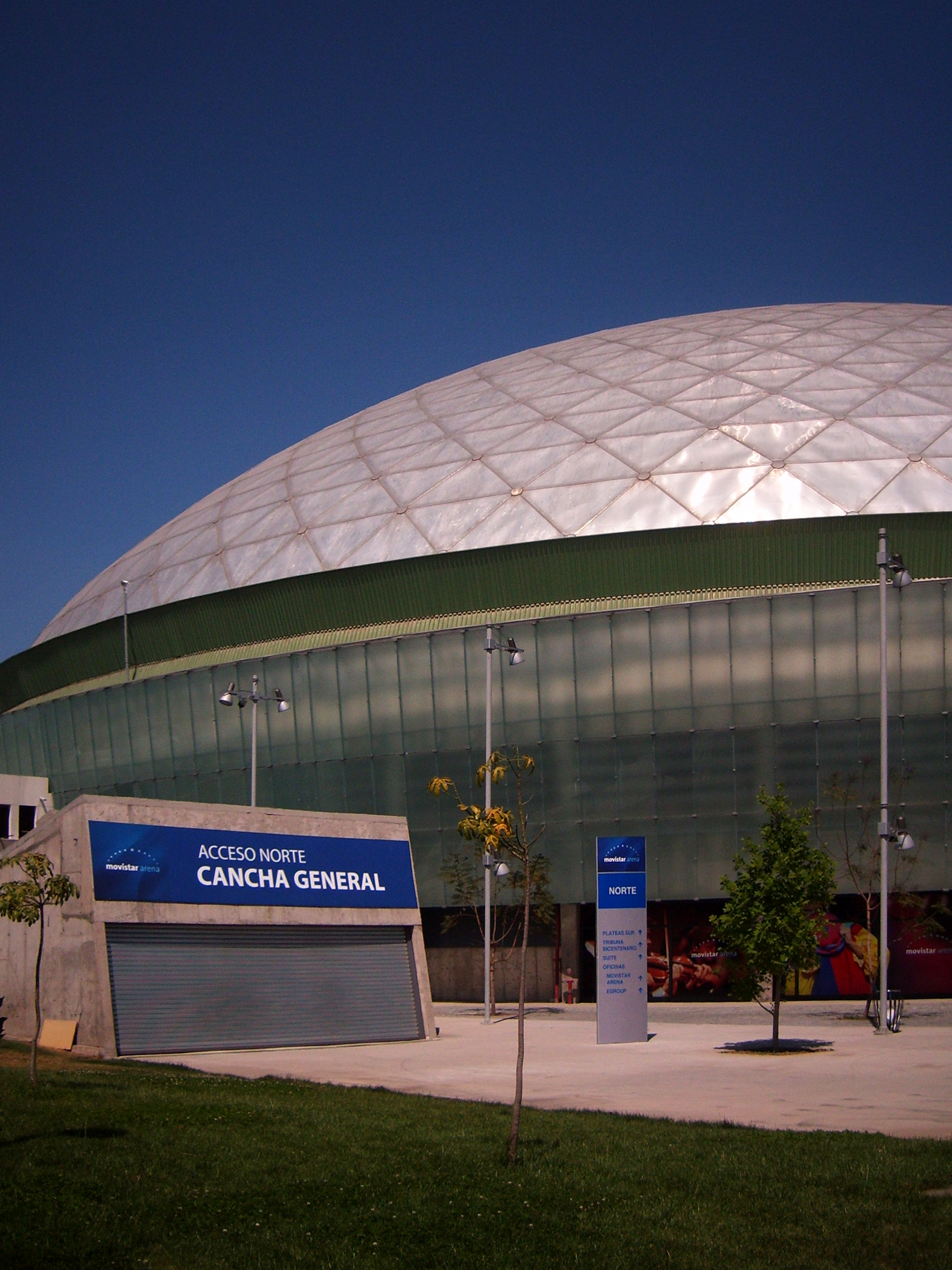
El Movistar Arena a Santiago de Xile

El terme "arena" també es fa servir lliurement per referir-se a qualsevol esdeveniment o tipus d'esdeveniment que, literalment o metafòricament, es duu a terme en un estadi cobert, sovint amb la intenció específica de comparar una idea amb un esdeveniment esportiu. Exemples d'aquests serien termes com “l'Arena de la guerra” o “l'Arena de l'amor” o “l'Arena política”. En molts jocs de lluita, l'escenari on lluiten els oponents també s'anomena arena. Una arena sovint rep el nom d'un patrocinador, és per tant normal, que el nom canviï al cap d'un temps, en acabar el contracte.

### Etimologia
El terme arena es remunta a les èpoques de l'Imperi romà, quan els gladiadors lluitaven en una superfície coberta de sorra. I llavors es va anomenar així als llocs, gairebé sempre circulars o ovalats, com els circs romans, on es realitzaven activitats esportives (encara que no exclusivament).